# Kärsämäki

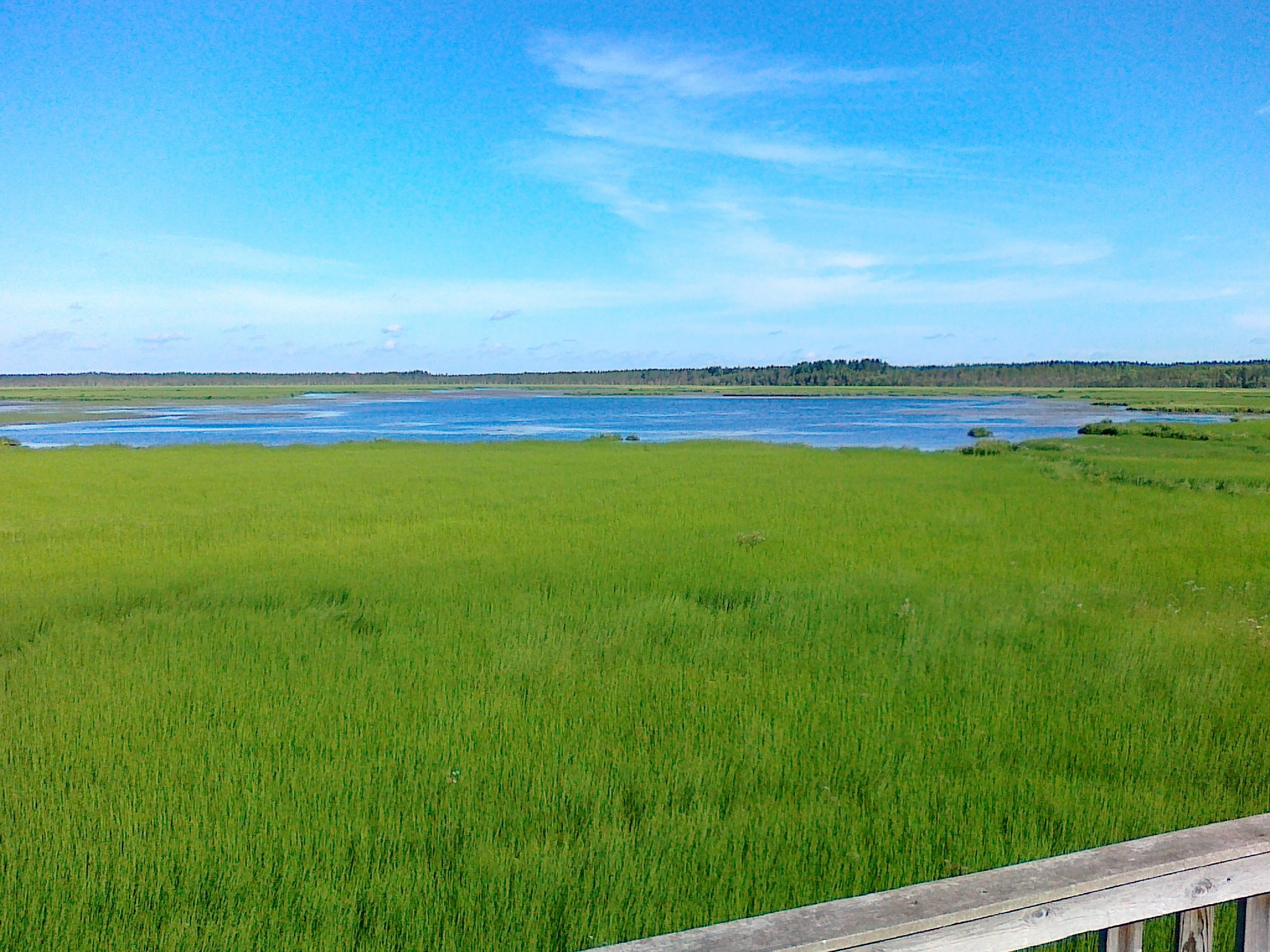
Een uitzicht op een natuurgebied in Kärsämäki

Kärsämäki is een gemeente in de Finse provincie Oulu en in de Finse regio Noord-Österbotten. De gemeente heeft een landoppervlakte van 696,5 km² en telt 2.474 inwoners (2022).
Alavieska · Haapajärvi · Haapavesi · Hailuoto · Ii · Kalajoki · Kempele · Kuusamo · Kärsämäki · Liminka · Lumijoki · Merijärvi · Muhos · Nivala · Oulainen · Oulu · Pudasjärvi · Pyhäjoki · Pyhäjärvi · Pyhäntä · Raahe · Reisjärvi · Sievi · Siikajoki · Siikalatva · Taivalkoski · Tyrnävä · Utajärvi · Ylivieska
Voormalige gemeenten:
Haukipudas · Kestilä · Kiiminki · Kuivaniemi · Oulujoki · Oulunsalo · Paavola · Pattijoki · Piippola · Pulkkila · Rantsila · Rautio · Revonlahti · Ruukki · Saloinen · Temmes · Vihanti · Yli-Ii · Ylikiiminki